# Ушба
Ушба (на грузински: უშბა) е планински връх в Кавказ, разположен в областта Сванетия в Грузия, съвсем близо до границата с Кабардино-Балкарийска област в Русия. Височината му е 4710 м. Въпреки че не е сред 10-те най-високи върхове в планината, Ушба е известен като „Матерхорнът на Кавказ“, заради своя живописен копиеподобен двоен връх. Стръмният му профил и нестабилните климатични условия, карат много алпинисти да смятат Ушба за най-трудния за изкачване в Кавказ.
Южният връх на Ушба, който се смята за основен, е малко по-висок от северния, който е с височина 4690 m. Северният връх е изкачен за първи път през 1888 от Джон Гарфорд Кокин и Улрих Алмер, докато южният е изкачен за първи път едва през 1903 от германско-швейцарско-австрийска експедиция водена от Б. Рикмер-Рикмерс.
Северният връх на Ушба е по-достъпният: стандартният маршрут е – Североизточният ръб, изкачва се от руската страна на рида до високо плато и оттам се подхожда към върха. (Технически изкачването на върха включва преминаване на държавната граница.) Маршрутът е с трудност AD+ по френската и 4a по руската категория. Към южния връх има два маршрута от Грузинската страна, определени на категория ED по френската скала.
През август 2012, гръмотевична буря превръща изкачването на Ушба в трагедия. Един катерач загива а друг, Андраник Мирибиян, остава блокиран от обилния снеговалеж, на тераса близо до върха за четири дни. Заради силния вятър, спасителният екип не успява да го достигне с хеликоптер, затова Андраник взима решение да слезе от планината, въпреки че пикелът му е счупен при прочистването на снега.
Руската фолк-рок група „Мелница“ има песен „Ушба“ в техния четвърти албум. Тя е посветена на грузински катерач, приятел на член от групата, който загива на този връх.